# 노지 (정원)

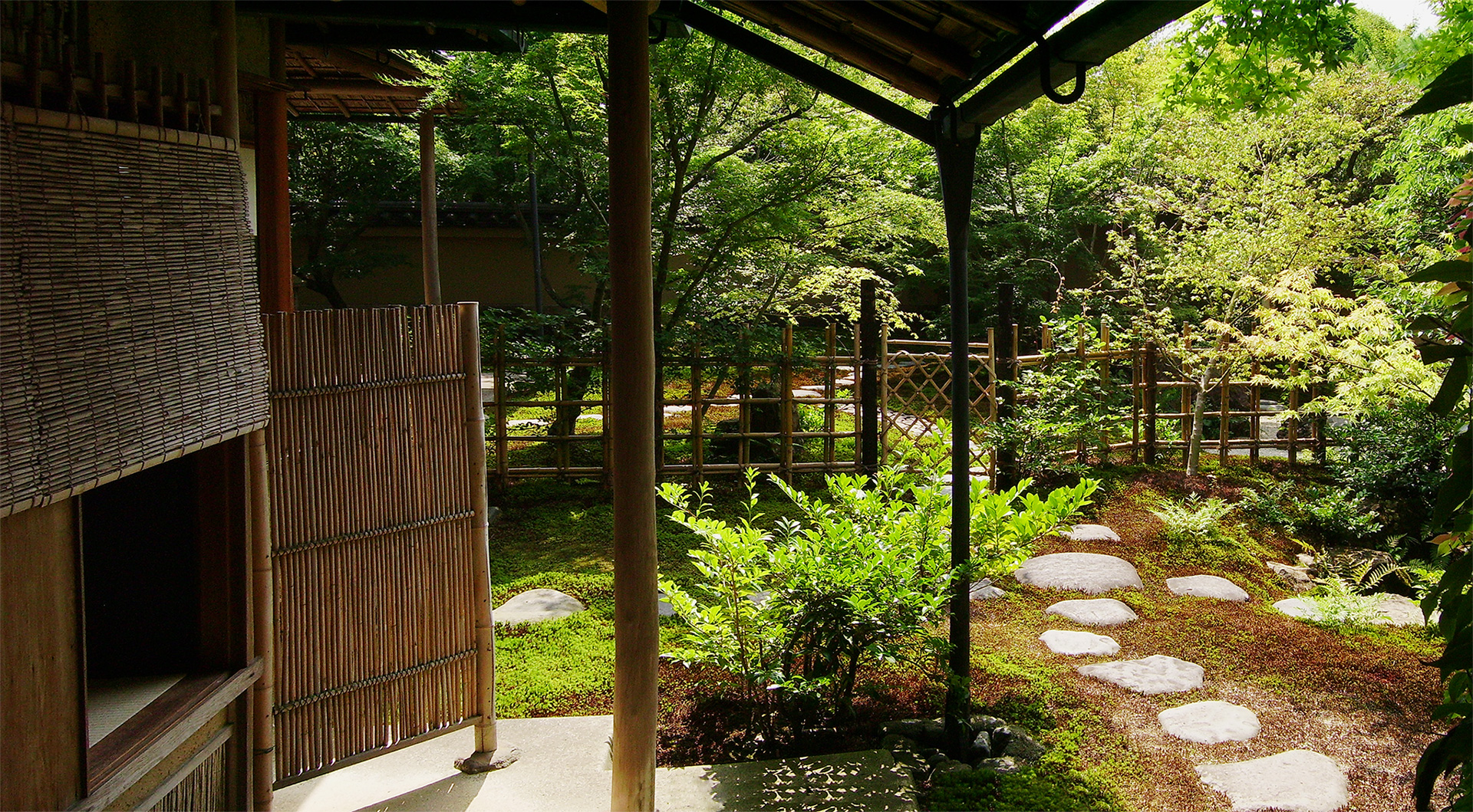
아다치 미술관의 찻집

노지(露地) 또는 로지(ろじ, 문자 그대로 '이슬이 맺힌 땅')는 다도를 위해 자시쓰로 가는 정원을 가리키는 일본 용어이다. 노지는 입구에서 찻집으로 이어지는 전이 공간 역할을 하며 일반적으로 단순함과 정화의 공기를 조성한다.

## 발전
노지는 모모야마 시대(1573~1603년)에 일본에서 다도가 확립되면서 발전했다. 센노 리큐는 노지의 발전에 중요한 역할을 했다. 그의 찻집 타이안에서는 정원의 작은 크기 때문에 '소매 솔질 소나무'라는 이름이 붙여졌다. 오사카부 사카이시에 있는 다실에서는 내해의 전망을 가리기 위해 울타리를 설치했고, 손님이 쓰쿠바이 위로 몸을 구부려야 경치를 볼 수 있었다. 리큐는 소기의 구절을 인용하여 자신의 디자인을 설명했다. 코보리 엔슈도 선도적인 수행자였다.

## 같이 보기
- 차 정원